# Delias kristianiae
Delias kristianiae là một loài bướm ngày hiếm của Papua New Guinea, chúng được đặt them tên một người phụ nữ Indonesia Kristiani Herawati.

## Hình ảnh

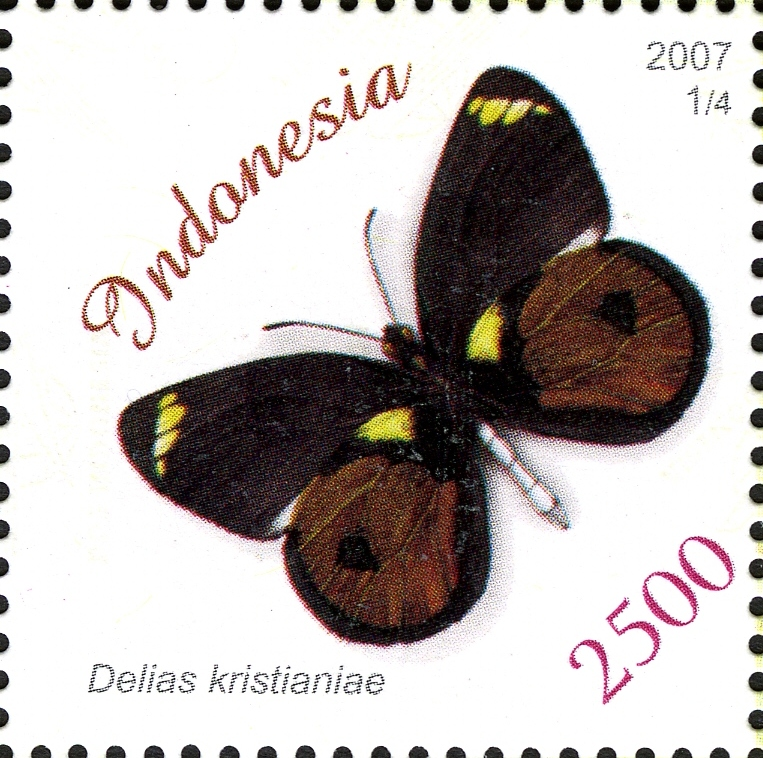